# Château des Éclaz
Le château des Éclaz est une ancienne maison forte du XIIIe siècle remanié et agrandi au début du XVIIe siècle qui se dresse sur la commune de Cheignieu-la-Balme une commune française située dans le département de l'Ain et la région Auvergne-Rhône-Alpes.
Le château des Éclaz fait l’objet d’une inscription au titre des monuments historiques par arrêté du 3 mai 1988.

## Histoire
La maison-forte des XIIIe et XIVe siècles ruinée après les guerres de la fin du XVIe siècle est remaniée et agrandie au début du XVIIe siècle.

## Description
{{Quelle meilleure description que celle faite par l'écrivain Jacques Perret, d'après ses souvenirs d'enfance, dans la nouvelle "Enfantillages" : "Pour autant que je m'en souvienne, la maison ramassée au fond d'un trou feuillu se composait d'un petit corps de logis à fronton, appuyé aux robustes vestiges de bâtiments beaucoup plus anciens, avec porche voûté, courtils, fenêtres à meneaux, fragment de tourelles, encorbellements, contre-forts, tout cela relié avec astuce de génération en génération, par l'honnête et patient génie des maçons du cru. Malgré la façade qui évoquait plutôt la plaisance bourgeoise et la crinoline en vacances, l'ensemble disait encore les longs hivers d'une mesnie recluse contre la brise et claquemurée contre les rapineurs."...}}